# Krînîcikî, Bârzula
Krînîcikî (în ucraineană Кринички) este un sat în comuna Pesceana din raionul Bârzula, regiunea Odesa, Ucraina.

## Demografie
Componența lingvistică a localității Krînîcikî
     Ucraineană (94,81%)
     Rusă (3,57%)
     Română (1,62%)
Conform recensământului din 2001, majoritatea populației localității Krînîcikî era vorbitoare de ucraineană (94,81%), existând în minoritate și vorbitori de rusă (3,57%) și română (1,62%).